# Töllstorpasjön
Töllstorpasjön är en sjö i Gnosjö kommun i Småland och ingår i Nissans huvudavrinningsområde. Sjön är 10,4 meter djup, har en yta på 0,181 kvadratkilometer och befinner sig 205,1 meter över havet. Sjön avvattnas av vattendraget Töllstorpaån. Vid provfiske har abborre, gädda och mört fångats i sjön.

## Delavrinningsområde
Töllstorpasjön ingår i det delavrinningsområde (636052-137655) som SMHI kallar för Mynnar i Gnosjö Regl.Damm. Medelhöjden är 235 meter över havet och ytan är 25,47 kvadratkilometer. Det finns inga delavrinningsområden uppströms utan avrinningsområdet är högsta punkten. Töllstorpaån som avvattnar avrinningsområdet har biflödesordning 3, vilket innebär att vattnet flödar genom totalt 3 vattendrag innan det når havet efter 132 kilometer. Delavrinningsområdet består mestadels av skog (84 %). Avrinningsområdet har 0,26 kvadratkilometer vattenytor vilket ger det en sjöprocent på 1 %. Bebyggelsen i området täcker en yta av 0,4 kvadratkilometer eller 2 % av avrinningsområdet.